# FDJ-Pokal der Jugend 1983
Der FDJ-Pokal der Jugend 1983 war die 32. Auflage des höchsten Fußball-Pokalwettbewerbs der Altersklasse 14/15 auf dem Gebiet der DDR, der vom DFV durchgeführt wurde. Er begann am 7. Mai 1983 mit der Vorrunde und endete am 2. Juli 1983 mit dem Sieg der BSG Sachsenring Zwickau, die im Finale gegen den Pokalverteidiger Stahl Riesa gewannen.

## Teilnehmende Mannschaften
Am FDJ-Pokal der Jugend für die Altersklasse (AK) 14/15 nahmen die Pokalsieger der 15 Bezirke auf dem Gebiet der DDR und der Titelverteidiger teil, wobei die Mannschaften der Jugendliga nicht teilnahmeberechtigt waren. Spielberechtigt waren Spieler bis zum 15. Lebensjahr (Stichtag: 1. Juni 1967).
Für den FDJ-Pokal qualifizierten sich der Titelverteidiger und folgende fünfzehn Bezirkspokalsieger bzw. dessen Vertreter:
| - Bezirk Rostock TSG Wismar - Bezirk Schwerin SG Dynamo Güstrow - Bezirk Neubrandenburg BSG Post Neubrandenburg - Bezirk Potsdam BSG Motor Teltow - Ost-Berlin SG Dynamo Lichtenberg | - Bezirk Frankfurt (Oder) BSG Halbleiterwerk Frankfurt/O. - Bezirk Magdeburg BSG Lokomotive Stendal - Bezirk Halle BSG Chemie Wolfen - Bezirk Leipzig BSG Motor Lindenau - Bezirk Cottbus BSG Energie Cottbus | - Bezirk Dresden BSG Stahl Freital BSG Stahl Riesa (TV) - Bezirk Karl-Marx-Stadt BSG Sachsenring Zwickau - Bezirk Erfurt BSG Landbau Bad Langensalza - Bezirk Gera BSG Motor Saalfeld - Bezirk Suhl BSG Motor Suhl (TV) – Titelverteidiger |

## Modus
Der Pokalwettbewerb wurde wie im Vorjahr von der Vorrunde bis zum Finale im K.-o.-System durchgeführt. Die Vorrunde sowie das Viertelfinale wurden nach möglichst territorialen Gesichtspunkten ausgelost und in Hin- und Rückspielen entschieden. Ab dem Halbfinale wurde jeweils vor einem Aufstiegsspiel zur DDR-Oberliga auf neutralen Platz gespielt.

## Vorrunde
| Datum                    |                             | Gesamt    |                                 | Hinspiel | Rückspiel |
| ------------------------ | --------------------------- | --------- | ------------------------------- | -------- | --------- |
| Sa 07. Mai / Sa 14. Mai  | TSG Wismar                  | 2:4       | SG Dynamo Güstrow               | 1:1      | 1:3       |
| So 08. Mai / Sa 14. Mai  | BSG Energie Cottbus         | 5:1       | BSG Stahl Freital               | 1:0      | 4:1       |
| Sa 07. Mai / Sa 14. Mai  | BSG Post Neubrandenburg     | (A)2:2(A) | BSG Lokomotive Stendal          | 0:0      | 2:2       |
| So 08. Mai / Sa 14. Mai  | SG Dynamo Lichtenberg       | 1:5       | BSG Halbleiterwerk Frankfurt/O. | 1:3      | 0:2       |
| So 08. Mai / Mi .11. Mai | BSG Chemie Wolfen           | 2:3       | BSG Motor Teltow                | 2:0      | 0:3       |
| Sa 07. Mai / Sa 14. Mai  | BSG Stahl Riesa             | 7:2       | BSG Motor Lindenau              | 5:2      | 2:0       |
| Sa 07. Mai / Sa 14. Mai  | BSG Motor Saalfeld          | 0:9       | BSG Sachsenring Zwickau         | 0:2      | 0:7       |
| So 08. Mai / Sa 14. Mai  | BSG Landbau Bad Langensalza | (A)3:3(A) | BSG Motor Suhl                  | 2:3      | 1:0       |

## Viertelfinale
| Datum                   |                                 | Gesamt |                         | Hinspiel | Rückspiel |
| ----------------------- | ------------------------------- | ------ | ----------------------- | -------- | --------- |
| So 29. Mai / So 05. Mai | SG Dynamo Güstrow               | 4:6    | BSG Post Neubrandenburg | 3:2      | 1:4       |
| So 29. Mai / So 05. Mai | BSG Halbleiterwerk Frankfurt/O. | 0:2    | BSG Energie Cottbus     | 0:0      | 0:2       |
| So 29. Mai / So 05. Mai | BSG Motor Teltow                | 1:4    | BSG Stahl Riesa         | 1:1      | 0:4       |
| So 29. Mai / So 05. Mai | BSG Motor Suhl                  | 1:9    | BSG Sachsenring Zwickau | 1:5      | 0:4       |

## Halbfinale
Die Partien fanden vor den Aufstiegsspielen zur DDR-Oberliga BSG Stahl Riesa – BSG Wismut Gera im Riesaer Ernst-Grube-Stadion und vor BSG Wismut Gera – BSG Stahl Brandenburg im Stadion der Freundschaft von Gera statt.
| Datum                  |                         | Ergebnis |                         | Spielort |
| ---------------------- | ----------------------- | -------- | ----------------------- | -------- |
| Sa 18. Juni, 12:45 Uhr | BSG Stahl Riesa         | 2:1      | BSG Post Neubrandenburg | Riesa    |
| Sa 25. Juni, 12:45 Uhr | BSG Sachsenring Zwickau | 2:0      | BSG Energie Cottbus     | Gera     |

## Finale
Das Finale fand als Vorspiel der Aufstiegspartie zur DDR-Oberliga BSG Stahl Brandenburg – BSG Chemie Leipzig statt.
| Paarung                 | BSG Stahl Riesa – BSG Sachsenring Zwickau |
| Ergebnis                | 0:3 (0:2) |
| Datum                   | Samstag, 2. Juli 1983 um 12:45 Uhr |
| Stadion                 | Stahl-Stadion, Brandenburg |
| Zuschauer               | 1000 zur Halbzeit und 3000 am Ende der Partie |
| Schiedsrichter          | Bernd Heynemann (Magdeburg) |
| Tore                    | 0:1 Wolf (38.) 0:2 Priebe (40.) 0:3 Jaschinski (52.) |
| BSG Stahl Riesa         | Karsten Schöche – Silvio Werschnick – Massner, Gallwitz (41. Andreas Sowade), Steffen Loehnig – Jörg Dietrich (71. A. Frank), Jörg Böhme, Jörg Möbius – Herfurth, Norbert Frank, Torsten Roigk Cheftrainer: Eberhard Schramm / Stephan Maes |
| BSG Sachsenring Zwickau | Lange – Häußler – Strätz, Lemke , Wolf – Kotscha (41. Gersch), Ebert, Hecht – Jaschinski (70. Renner), Neumann, Priebe Cheftrainer: Wolfgang Franke / Karl-Heinz Müller                                                                     |